# 1986 en littérature
| Années de la littérature : 1983 - 1984 - 1985 - 1986 - 1987 - 1988 - 1989    |
| Décennies de la littérature : 1950 - 1960 - 1970 - 1980 - 1990 - 2000 - 2010 |

Cet article présente les faits marquants de l'année 1986 en littérature.

## Événements
- Le dramaturge nigérian Wole Soyinka devient le premier Africain et le premier auteur noir à se voir décerner le prix Nobel de littérature.
- Raymond Leblanc cède au groupe Média-Participations les éditions du Lombard dont il va rester le président d'honneur jusqu'à sa mort en mars 2008.
- Rudolf Rach et Katarina von Bismarck prennent la direction des éditions théâtrales françaises de L'Arche, jusqu'à son rachat par Claire Stavaux en 2017.
- Danielle Dumas reprend les rênes de la revue théâtrale française de L'Avant-Scène, jusqu'en 2001 (restant rédactrice en chef jusqu'en 2004).
- L'auteur kényan Ngũgĩ wa Thiongʼo publie son essai Décoloniser l'esprit, son « adieu à l’anglais ». Il déclare que désormais il n'écrira plus que dans sa langue maternelle, le kikuyu.

## Parutions

### Bande dessinée
Tous les albums de BD sorti en 1986
- Vittorio Giardino : Max Fridman, tome 2 : La Porte d'Orient, éd. Glénat, avril, 64 pages.

### Biographies, souvenirs et récits
1. Marie Lebey, Dix-sept ans, porte 57, éd. Balland.
2. Jean-Pierre Maury, Galilée, le messager des étoiles, coll. « Découvertes Gallimard » (no 10), éd. Gallimard.

### Essais

#### En langue française
- Jacques-Henry Bornecque, Pierre Benoit le magicien, éd. Albin Michel
- Claude Hagège, linguiste français : L'Homme de parole.
- Jean-Marie Pelt : Mes plus belles histoires de plantes, éd. Le Seuil.
- Jean-Marie Pelt : Fleurs, fêtes et saisons, éd. Fayard.
- Jean Vercoutter : À la recherche de l’Égypte oubliée, coll. « Découvertes Gallimard » (no 1), éd. Gallimard.

##### Histoire
- Fernand Braudel (historien), L'Identité de la France.
- Pierre Delannoy et Michel Pichot : La Saga des casinos, éd. Olivier Orban, 320 pages. L'histoire des casinos de jeu depuis la Venise de Casanova jusqu'à Las Vegas.
- Christiane Desroches Noblecourt : La Femme au temps des pharaons.
- Patrick Girard, Pour le meilleur et pour le pire, éd. Bibliophane. Sur l'Affaire Dreyfus.
- Michael Josselson et Diana Josselson, Le Général Hiver, Michel Bogdanovitch Barclay de Tolly, Éditions Gérard Lebovici.
- E. Kretzulesco-Quaranta, Les Jardins du Songe. « Poliphile » et la mystique de la Renaissance, Éditions des Belles-Lettres,  (ISBN 2251344802), 465 pages
- Jean-Pierre Maury, Carnot et la machine à vapeur, PUF, coll. « Philosophies »

##### Politique
- François Fejtő : Mémoires, éd. Calman-Levy.
- Sous la direction d'André Grjebine : Théories de la crise et politiques économiques, éd. Le Seuil, coll. Points-économie, 416 pages.
- Véronique Kessler, Anton Brender et Pierre Gaye : L'Après dollar, éd. Economica, 182 pages.
- Jacques Ruffié : Le Sexe et la Mort, éd. Odile Jacob.
- Jean-Christophe Rufin : Le Piège humanitaire. Quand l'humanitaire remplace la guerre, éd. J.-Cl. Lattès.
- Jaime Semprun, La Nucléarisation du Monde, Éditions Gérard Lebovici.
- Norodom Sihanouk : Prisonnier des Khmers rouges, éd. Hachette.

##### Politique en France
1. Philippe Bauchard, La Guerre des deux roses, éd. Grasset.
2. Serge July, Les Années Mitterrand, éd. Grasset.
3. Herbert R. Lottman, L’Épuration, éd. Fayard.
4. Guy Hocquenghem, Lettre ouverte à ceux qui sont passés du col Mao au Rotary, éd. Albin Michel.
5. Mezioud Ouldamer, Le Cauchemar immigré dans la décomposition de la France, Éditions Gérard Lebovici.
6. Thierry Pfister, La Vie quotidienne à Matignon, éd. Hachette.
7. André Vonner et Jean-Pierre Thiollet, Tout doit disparaître ou le Réveil des indépendants, éd. Seld/Jean-Cyrille Godefroy.

#### En langue étrangère
- Gabriel García Márquez, L'Aventure de Miguel Littín, clandestin au Chili
- Ngũgĩ wa Thiongʼo, Décoloniser l'esprit (VO[évasif] : Decolonising the Mind: the Politics of Language in African Literature), Heinemann Education Books (traduction française Sylvain Prudhomme, 2011).

### Livres d'Art
- « Découvertes Gallimard », collection des éditions Gallimard.

### Poésie
- Matilde Camus, poète espagnole publie Sin teclado de fiebre ("Sans clavier de fièvre").
- Jean de la Croix, Poèmes, édition bilingue, Éditions Gérard Lebovici.
- François Métais-Panterne, Prémices, préface analytique de Jehan Despert, Paris, éd. CLD.  (ISBN 9782854431247)
- Martine Cadieu, Silencieuses lumières, Mortemart, France, Rougerie Éditions, préface de Robert Mallet, 1986, 44 p. (BNF 34872335)

### Publications
1. Janet Malcolm (journaliste américain), Tempête aux archives Freud, éd. P.U.F. Portrait critique d'un psychanalyste.

### Romans
Tous les romans parus en 1986

#### Auteurs francophones
1. Yves Amiot, Le Solitaire : Jansénisme et révolution, éd. José Corti. Le destin d'un des derniers jansénistes lors de la Révolution. Prix Lucien Tisserant (1987) de l'Académie française[1]
2. Maryse Condé, Moi, Tituba sorcière... Noire de Salem, éd. Gallimard.
3. Patrick Grainville, Le Paradis des orages, éd. du Seuil.
4. Jean Hamila : Contest-flic, éd. Gallimard, coll. Carré noir.
5. Dominique Lapierre, La Cité de la joie, éd. ???.
6. Jean-Philippe Toussaint, Monsieur, éd. de Minuit.

#### Auteurs traduits
1. Agustín Gómez-Arcos : Bestiaire, éd. Le Pré aux Clercs.
2. Stephen King : Christine (1983)
3. Leonardo Sciascia : 1912 + 1
4. John Irving : L'Œuvre de Dieu, la Part du Diable (The Cider House Rules, 1985)

## Naissances
- 23 avril : Martha Asunción Alonso, poétesse espagnole.

## Décès
- 24 janvier : L. Ron Hubbard, écrivain américain de science-fiction et de fantasy, mort à 74 ans.
- 11 février : Frank Herbert, écrivain américain de science-fiction, mort à 65 ans.
- 14 avril : Simone de Beauvoir, philosophe, romancière française, morte à 78 ans.
- 15 avril : Jean Genet, écrivain français, 76 ans.
- 14 juin : Jorge Luis Borges, écrivain argentin, 86 ans.
- 11 juin : Bob Ottum, écrivain américain de science-fiction, mort à 61 ans.
- 26 août : Raymond Abellio, écrivain français, 79 ans.

- ? : Maqbula al-Shalak, enseignante, militante et écrivain syrienne (° 1921).